# Jeníkov (district de Teplice)
Pour les articles homonymes, voir Jeníkov.
Jeníkov (en allemand : Janegg) est une commune du district de Teplice, dans la région d'Ústí nad Labem, en Tchéquie. Sa population s'élevait à 884 habitants en 2021.

## Géographie
Jeníkov se trouve à 7 km à l'ouest de Teplice, à 22 km à l'ouest d'Ústí nad Labem et à 79 km au nord-ouest de Prague.
La commune est limitée par Hrob et Košťany au nord, par Teplice à l'est, par Lahošť au sud-est, par Duchcov au sud-ouest et par Háj u Duchcova à l'ouest.

## Histoire
La première mention écrite du village remonte à 1352.

## Administration
La commune se compose de deux quartiers :
- Jeníkov
- Oldřichov

## Galerie

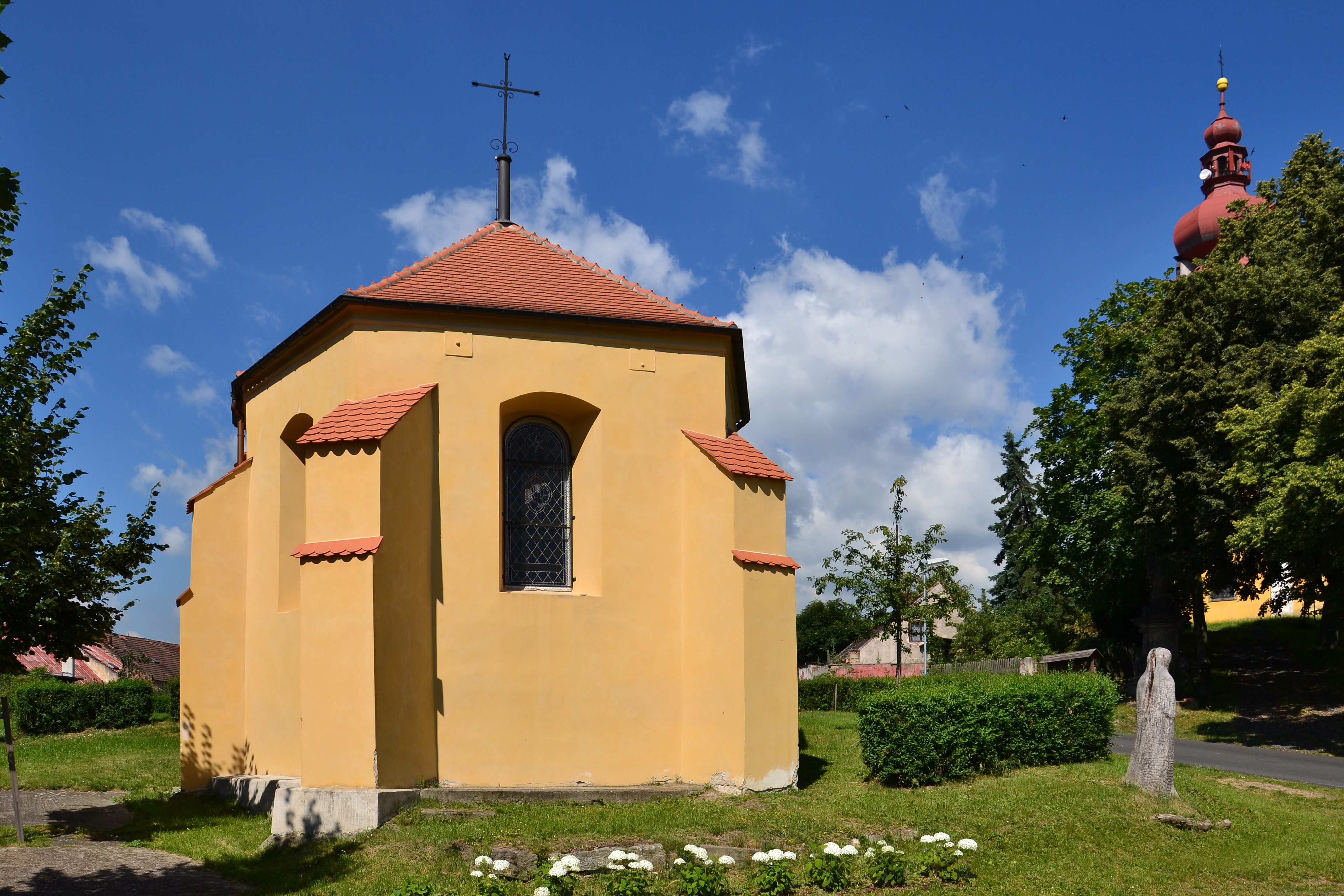
Chapelle à Jeníkov.
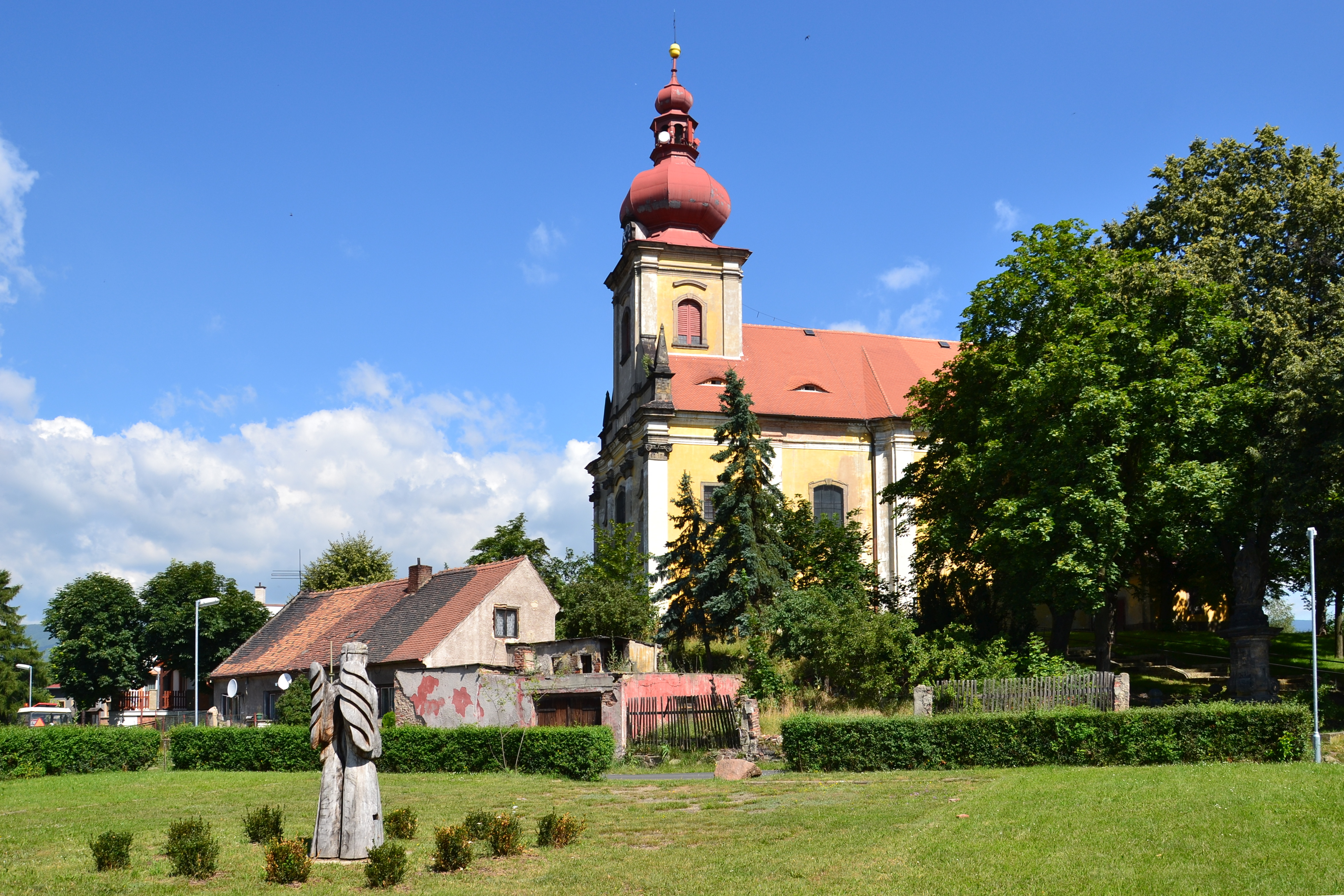
Église Saints-Pierre-et-Paul.

## Transports
Par la route, Jeníkov se trouve à 7 km de Teplice, à 26 km d'Ústí nad Labem et à 97 km de Prague.